# MTV
För andra betydelser, se MTV (olika betydelser).
MTV (ursprungligen Music Television) är en Viacom-ägd grupp av TV-kanaler som började sändas i USA den 1 augusti 1981. Till en början visades enbart musikvideor, men under det senaste årtiondet har profilen skiftat till att bli mer av en renodlad underhållningskanal för unga och musikvideorna har successivt fått allt mindre utrymme. MTV finns idag i lokala versioner över hela världen. På den svenska marknaden verkar idag den lokala kanalen MTV Sverige, med huvudkontor i Stockholm, samt HD-kanalen MTV Nickelodeon High Definition (MTVN HD) och nischkanalen MTV Rocks. I Finland syns MTV Finland, MTV Rocks, MTV Dance, MTV Hits, MTV Music, MTV Live HD, VH1 Europe och VH1 Classic. Den 5 september 2008 lanserade bolaget MTVN HD, som är en dygnet runt-sändande 1080i HD musik- och underhållningskanal i nästan hela Europa. I Sverige distribueras kanalen av Viasat och Boxer.

## Historia

### Första videon

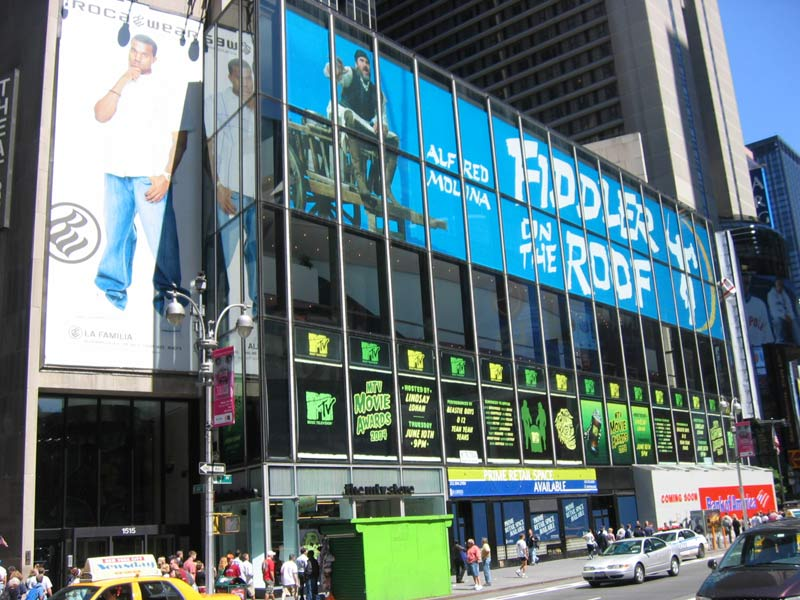
MTV US:s kontor i New York.

Det var 1 augusti 1981 som amerikanska MTV såg sitt första ljus. John Lack gick ut med orden "Ladies and gentlemen, rock and roll!" och något senare visades även den första musikvideon. Den äran fick The Buggles genom sin Video Killed the Radio Star. Den andra videon som visades, som inte heller blev lika berömd, var Pat Benatars "You Better Run". Den första videon som visades på MTV Europe var Dire Straits "Money for Nothing", vilket börjar och avslutar med orden "I want my MTV", som också blev deras slogan under en tid. På MTV Latino, som sänder på spanska till tittare i Syd- och Nordamerika, presenterade Sting premiärvideon "We Are Southamerican Rockers" av Los Prisioneros, som kommer från Chile.

### MTV kommer till Europa
MTV Europe lanserades den 1 augusti 1987. Vid starten sändes samma version av kanalen över hela Europa. Efter hand byttes dock reklamen ut i lokala fönster för olika regioner. Kanalens största stjärna var Ray Cokes vars direktsända önskeprogram Ray's Request och Most Wanted blev MTV:s mest populära program. Svenskan Rebecca de Ruvo dök upp i kanalen något år efter starten och tog då hand om morgonprogrammet Awake on the Wildeside. I MTV News fick tittarna dagliga musiknyheter med Steve Blame. Under mitten av 1990-talet började man dela upp MTV i lokala versioner med egna tablåer. Först ut, i mars 1997, var MTV Central (även känt som MTV Germany) som sände på tyska och riktade sig till tittare i de tyskspråkiga länderna. Den 1 juli samma år startades MTV UK och i september MTV Italia. MTV Europe gick under slutet av 1990-talet från att vara en paneuropeisk kanal till att erbjuda ett mer lokalt anpassat utbud för de länder som inte hade en egen MTV-kanal.

#### Paneuropeiska VJ:s & programledare på MTV Europe
| - Simone Angel - Kicki Berg - Ray Cokes - Paul King - Rebecca De Ruvo - Steve Blame - Kristiane Backer - Davina McCall - Lisa I'Anson | - Simone Angel - Pip Dann - Neil Cole - Maiken Wexø - Carolyn Lillipaly - Toby Amies - Maria Guzenina - Ingo Schmoll - Marijne van der Vlugt | - Eden Harell - Hugo De Campos - Enrico Silvestrin - Downtown Julie Brown - Sonya Soul |

### MTV Nordic på engelska
MTV Nordic startade i juni 1998 och blev den femte avknoppningen av MTV Europe. Norden och Baltikum fick sitt MTV Nordic med en specialanpassad spellista, egen tablå och egna VJ:s. MTV Nordic sändes till de nordiska länderna men språket var som tidigare engelska, vilket gjorde den nu nordiska kanalen unik eftersom ingen annan lokal MTV-kanal sände på engelska utanför Storbritannien. Undersökningar hade visat att den nordiska publiken ville behålla sändningarna på engelska dessutom skulle det varit svårt att blanda de nordiska språken och göra sig förstådd till alla tittare samtidigt. TV-kanalen undertextades inte heller. Under kanalens sista år, 2005, textades vissa program på svenska men i övrigt var kanalen engelskspråkig. Nordiska egenproduktioner som Morning Glory och Up North visade sig dock ha svårt att locka tittarna till kanalen. De mest sedda programmen blev istället amerikanska som Jackass, Newlyweds och Osbournes.

### Lokala nordiska kanaler
År 2005 lades MTV Nordic ner och ersattes av fyra nya kanaler, en för varje nordiskt land. MTV Danmark började sändas i maj 2005 och den 18 september 2005 startades MTV Sverige, MTV Norge och MTV Finland. De nya MTV-kanalerna har undertextning på varje lands språk, nationellt anpassade tablåer och mer lokalt i utbud. För första gången pratades det svenska i programmen på MTV. Förändringen sades bland annat göras för att underlätta för annonsörer som enbart ville nå till exempel svenska tittare. Boende i de baltiska staterna, som tidigare sett MTV Nordic fick MTV European, den paneuropeiska versionen som i första hand vänder sig till Östeuropa och sänder på engelska.

## Digitala systerkanaler
MTV har en lång rad digitala systerkanaler med olika nischer världen över. 1985 startades den första systerkanalen i USA under namnet VH1 som är en förkortning för Video Hits One. Kanalen hade fokus på en vuxen publik som blivit för gammal för att uppskatta utbudet på huvudkanalen. 
Under 1990 och 2000-talet kom en lång rad av nya kanaler på den amerikanska marknaden. MTV2 med alternativ musik, MTV Tr3s med fokus på det spansktalande USA, MTV Hits och MTV Jams med nischade spellistor i olika genrer. MTV sänder även mtvU, en college-orienterad kanal som sänder till olika universitets campus. Företaget sänder även två HD-kanaler till USA, båda i 1080i. MTV HD samsänder realityserier och program med huvudkanalen MTV men visar inga musikvideor. Den andra kanalen Palladia, sänder musik från företagets kanaler MTV,  VH1 och  CMT.
På den europeiska marknaden finns, förutom olika versioner av VH1, även de brittiska kanalerna MTV Rocks, MTV Base, MTV Dance och MTV Hits som alla är tillgängliga för europeiska operatörer, däribland svenska. De svenska kabeloperatörerna med Com Hem i spetsen menar dock att det inte finns något intresse för nya kanaler med musikvideor hos den konservativa svenska publiken varför sändningar av MTV Base, MTV Dance och MTV Hits aldrig skett via svenska nät.

## Tidslinje för MTV i Europa
Följande är en lista över när de olika europeiska versionerna av MTV startade:
- MTV Germany (mars 1997)
- MTV UK and Ireland (juli 1997)
- MTV Italia (september 1997)
- MTV Nordic (juni 1998 - ersatt med MTV Sverige, MTV Denmark,  MTV Norway och MTV Finland)
- MTV Russia (september 1998)
- MTV France (juni 2000)
- MTV Polska (juni 2000)
- MTV NL (september 2000)
- MTV España (september 2000)
- MTV România (juni 2002)
- MTV Portugal (juli 2003)
- MTV Ireland (februari 2004)
- MTV Denmark (maj 2005)
- MTV Adria (september 2005)
- MTV Finland, MTV Sverige, MTV Norge (september 2005)
- MTV Eesti, MTV Latvija, MTV Lietuva (september 2006)
- MTV Austria (mars 2006)
- MTV Turkey (oktober 2006)
- MTV Ukraine (september 2007)
- MTV Hungary (oktober 2007)
- MTV Israel (enbart on-demand service; oktober 2007)
- MTV Arabia (november 2007)
- MTV Greece (september 2008)
- MTV Nickelodeon High Definition (september 2008)
- MTV Lithuania & Latvia (januari 2009) (stängde ner sändningarna i november 2009 och ersattes med MTV European)
- MTV Switzerland (april 2009)
- MTV Serbia,  MTV Croatia och  MTV Slovenia (juli 2009)
- MTV Czech Republic (november 2009)

## MTV i världen
Lokala versioner av MTV finns spridda över hela världen.
De lokala kanalerna är:
- I Asien: MTV China, MTV India, MTV Arabia, MTV Indonesia, MTV Japan, MTV Korea, MTV Pakistan, MTV Philippines, MTV Southeast Asia, MTV Thailand
- I Europa: MTV Adria, MTV Central, MTV Danmark, MTV European, MTV Finland, MTV France, MTV Italia, MTV Netherlands, MTV Norge, MTV Poland, MTV Portugal, MTV Romania, MTV Spain, MTV Sverige, MTV UK & Ireland, MTV Russia
- I Nord- och Sydamerika: MTV Brasil, MTV Canada, MTV Latin America, MTV Puerto Rico, MTV US
- I Oceanien: MTV Australia, MTV New Zealand

En internationell kanal vid namn MTV International startade 17 augusti 2006, men lades ned 22 juni 2007. Kanalen sände över Internet, men fick aldrig tillräckligt med tittare.

## MTV:s prisgalor
Årligen arrangerar MTV US musikgalan MTV Video Music Awards som direktsänds av de flesta av MTV:s kanaler världen över. Även europeiska MTV arrangerar en musikgala i form av MTV Europe Music Awards som bland annat gått av stapeln i Stockholm 2000. Även den visas av MTV-kanalerna världen över. Numera har även Asien och Sydamerika egna MTV-galor i samma stil som MTV Video Music Awards.

### Fotnoter
1. ↑  ”80Music.about.com”. 80Music.about.com. 1 augusti 1981. Arkiverad från originalet den 28 juli 2011. https://web.archive.org/web/20110728114843/http://80music.about.com/od/80sbackgroundcultu2/p/mtvprofile.htm. Läst 7 augusti 2010.
2. ↑  Roland Enkenberg, Anders Grentzelius (14 juni 2004). ”Det svenska medialandskapet i förändring”. Linköpings universitet. http://www.diva-portal.se/smash/get/diva2:19752/FULLTEXT01.pdf. Läst 9 februari 2017.